# Тоноян, Давид Эдгарович
Давид Эдгарович Тоноян (арм. Դավիթ Էդգարի Տոնոյան; род. 27 декабря 1967, Усть-Каменогорск) — армянский государственный и политический деятель. Бывший министр обороны Армении (10 мая 2018 — 20 ноября 2020),  бывший министр по чрезвычайным ситуациям Армении (2017—2018), бывший первый заместитель Министра обороны Армении (2010—2016).

## Биография
Проходил срочную военную службу рядах в Советской армии с 1986 по 1988 год. В 1991 году окончил Ереванский государственный университет (геологический факультет). В 1992 году начал работу в МВД Армении, до 1994 года был сотрудником Главного управления по борьбе с организованной преступностью. С 1994 года — начальник отдела управления военной полиции МО Республики Армения. 
В 1997 году окончил Военно-дипломатическую академию при Министерстве обороны Российской Федерации и поступил на службу в Управление вооружённых сил при Министерстве обороны Армении. Полковник запаса (2000). В 1998—2004 годах занимал различные должности при командовании операциями НАТО. В 2004—2007 годах — представитель вооружённых сил Армении в НАТО. В 2007—2008 годах — начальник Управления международного военного сотрудничества и оборонных программ МО. В 2008—2010 годах — начальник управления оборонной политики при Министерстве обороны.
Со 2 октября 2010 года указом Президента РА был назначен первым заместителем министра обороны. В 2017 году переведён на пост главы МЧС, а в 2018 году указом премьер-министра Никола Пашиняна назначен министром обороны. Неоднократно посещал с визитом непризнанную Нагорно-Карабахскую Республику. 
Став министром обороны, Тоноян продолжил начатые Вигеном Саргсяном реформы, включая увеличение числа профессионально подготовленных корпусов унтер-офицеров, многочисленные программы, направленные на укрепление связей между военными и общественными организациями, борьба с коррупцией в армии и с дедовщиной, оставшейся в наследие от Советской армии. Основной упор его работы был также сделан на интенсивное развитие местного ВПК. 
18 сентября 2019 года было распространено ошибочное сообщение о готовящейся отставке Тонояна с поста министра обороны: газета «Жоговурд» сообщила о возможном уходе Тонояна после отставки главы Службы национальной безопасности Армении Артура Ванецяна.
20 ноября 2020 года на фоне протестов в связи с подписанием заявления о прекращении боев в Нагорном Карабахе Давид Тоноян подал в отставку с должности министра обороны Армении.

## Награды
- Орден «За заслуги перед Отечеством» II степени (23 января 2017) — по случаю 25-летия образования армии, за значительный вклад в строительство армии и обеспечение боеготовности войск[8]
- Медаль «За заслуги перед Отечеством» I степени (7 сентября 2012) — по случаю 21-й годовщины провозглашения независимости Республики Армения, за значительный вклад, внесенный в обеспечение боеготовности войск, проявленное мужество и отвагу[9]
- Медаль «За заслуги перед Отечеством» II степени (2008)
- Медаль «За безупречную службу» ВС РА I, II и III степеней
- Медаль «Андраник Озанян» ВС РА
- Медаль «Вазген Саркисян» ВС РА
- Памятная медаль «Герб» ВС РА (2017)

## Личная жизнь
Женат, воспитывает двоих детей. Мастер спорта по дзюдо. Владеет русским, английским и французским языками.

## Критика
В ноябре 2020 года Тоноян был критикован за продажу оружия. В сети попали копии соглашения, подписанное министром и директором компании Давидом Галстяном (который не впервые замешивается в оружейные скандалы) об основании оффшорной компании «Мосстон Инжиниринг».  По соглашению данная компания занимала у военного органа 3,5 млн. долларов, а также право на «закупку военной техники и боеприпасов». Есть документальные доказательства того, что данная компания приобрела у Казахстана партию патронов (сумма — 10 млн. долларов) для Армении, а затем отправила их в Турцию, а затем протурецким боевикам в Сирии. Таким образом, «Министерство обороны Армении превратилось в огромную фабрику по отмыванию денег и перевалочный пункт для поставок боеприпасов сирийским джихадистам», — пишут СМИ.